# Upplands runinskrifter 554
Upplands runinskrifter 554 är ett vikingatida runstensfragment av mörkröd sandsten i Husby-Sjuhundra kyrka, Husby-Sjuhundra socken och Norrtälje kommun. Fragmentet hittades 1942 i en åker väster om Husby-Sjuhundra kyrka och är 11 gånger 11 centimeter stort. Det förvaras i kyrkan.

## Inskriften
Translitterering av runraden:
...(r)þo...
Normalisering till runsvenska:
...
Översättning till nusvenska:
...